# Kümmernitz (Havelberg)
Kümmernitz gehört zur Ortschaft Vehlgast-Kümmernitz und ist ein Ortsteil der Hansestadt Havelberg im Landkreis Stendal in Sachsen-Anhalt.

## Geografie
Der Ort liegt zehn Kilometer nordöstlich von Havelberg am Königsfließ im Landschaftsschutzgebiet „Untere Havel“.
Die Nachbarorte sind Breddin im Norden, Sophiendorf im Nordosten, Hörning im Osten, Voigtsbrügge im Südosten, Waldfrieden im Süden, Theerofen im Südwesten, Waldgehöft im Westen sowie Damelack im Nordwesten.
Innerhalb des nördlichen Siedlungsteiles von Kümmernitz liegt die zu Brandenburg gehörige Enklave Breddin-Abbau; bestehend aus 8 Häusern mit 20 Bewohnern.

## Geschichte

### Mittelalter bis Neuzeit
Nach dem momentanen Stand der Forschung ist der Ortsname 1284 ersterwähnt als kummeruiz uillam Sclauiccalem. Im 13. Jahrhundert gehörte Kümmernitz zu einer villae slavicales, einer Form des Rechts der slawischen Bevölkerung, welches mehrfach in der Prignitz vorkam.
1835 kam es zu einem bemerkenswerten Vorfall in Kümmernitz. In der Nacht vom 16. auf 17. Dezember 1835 hackten unbekannte Täter den Bock der Bockwindmühle des Gutsbesitzers Müller um. Die Bockwindmühle stürzte um und wurde gänzlich zerstört.
Im Ort bestand viele Jahrzehnte ein Gut, welches nicht den Status eines landtags- oder kreistagsfähigen Rittergutes hatte. Im 1879 erstmals veröffentlichten amtlichen Generaladressbuch der Rittergutsbesitzer der Provinz Brandenburg ist ein Herr Müller als Gutsinhaber aufgeführt, auf 468 Hektar. Pächter war jener Zeit Oberamtmann Hoffmann. Für den Ort wird auch eine Wassermühle und eine Windmühle (nördlich des Guts auf dem Ückerberg) verzeichnet.
1907 kommt neben der Dampf- und Wassermühle eine Brennerei in Erwähnung, Besitzer Reserveleutnant Friedrich Müller, Gut Kümmernitz mit Anteile in Lütow. Sieben Jahre später ist Müller im Dienstgrad eines Oberleutnants. Kurz vor der großen Wirtschaftskrise vor 1930 gehörte es einem Major a. D. Graf Max von Itzenplitz (1878–1950), der es an einem Gutsbesitzer Wilke in Herzfelde verpachtete, respektive durch einen Verwalter leiten ließ. Das Gut umfasste eine Größe von immerhin 536 ha. Letzter Gutseigentümer war der Oberst Hanscarl von Bose (1885–1965). Der Offizier stammte aus der Familienlinie Unter-Frankleben-Beucha, verheiratet mit Hildegard von Schnitzler-Klink. Bose war jahrzehntelang im Johanniterorden aktiv und übte dort das hohe Ehrenamt eines Ehrenkommendators aus.

### Eingemeindungen
Das Gut gehörte anfangs zum Plattenburgischen Kreis in der Prignitz, ab 1816 zum Landkreis Westprignitz in Brandenburg.
Der Gutsbezirk Kümmernitz wurde zum 1. Januar 1929 mit Teilen des Havelberger Forst und der Förstereien Kümmernitz und Todtenkopf zur neuen Landgemeinde Kümmernitz vereinigt.
1932 gehörten zur damaligen Gemeinde die Wohnplätze Haus Lütow, Mühle, Obermühle (heute zu Brandenburg), Todtenkopf später Waldfrieden genannt, heute ein eigener Ortsteil, sowie die Forsthäuser Kümmernitz und Todtenkopf.
Am 25. Juli 1952 kam die Gemeinde Kümmernitz zum Kreis Havelberg im Bezirk Magdeburg. Am 1. Januar 1974 wurde die Gemeinde aufgelöst und mit Vehlgast zur Gemeinde Vehlgast-Kümmernitz zusammengeschlossen. Seit deren Eingemeindung nach Havelberg am 1. Januar 2002 gehört der Ortsteil Kümmernitz zu Havelberg und zur Ortschaft Vehlgast-Kümmernitz.

### Einwohnerentwicklung
| Jahr                                           | 1734 | 1791 | 1801 | 1817 | 1837 | 1858 | 1871 | 1895 | 1900 | 1910 | 1925 |
| Gut Kümmernitz                                 | 24   | 50   | 76   | 78   | 139  | 109  | 101  | 92   | 92   | 92   | 135  |
| Lütow                                          |      |      |      |      |      | 012  |      |      |      |      | 5    |
| Wohnhäuser des Amtes Dom Havelberg bei Breddin |      |      |      |      |      | 014  |      |      |      |      |      |
| Försterei, Gutsbezirk Havelberger Forst        |      |      |      |      |      | 019  | 020  |      |      |      | 18   |

| Jahr | Einwohner |
| ---- | --------- |
| 1939 | 173       |
| 1946 | 298       |
| 1964 | 212       |
| 1971 | 214       |

Quelle, wenn nicht angegeben, bis 1971:

## Religion
Die evangelischen Christen aus Kümmeritz gehören zur Kirchengemeinde Breddin-Vehlgast im Pfarrsprengel Breddin-Barenthin im Kirchenkreis Prignitz der Evangelischen Kirche Berlin-Brandenburg-schlesische Oberlausitz.

## Kultur und Sehenswürdigkeiten
- Das Forstamt in Kümmeritz steht unter Denkmalschutz.[3]
- Das Flächennaturdenkmal „Kümmernitzer Schweiz“ ist seit 1971 geschützt. Das Gebiet um den Mühlenberg mit dem Wasserfall am Königsfließ wird auch „Breddiner Schweiz“ genannt.[3]